# Lhamo La-co
A Lhamo La-co vagy Lhamo Laco (tibeti: ལྷ་མོའི་བླ་མཚོ།, wylie: Lha mo bla mtszho) egy kis, ovális alakú tó, amelyhez magas rangú tibeti szerzetesek szoktak ellátogatni a gelug szektától, hogy a dalai láma reinkarnációjával kapcsolatos látomásra tegyenek szert. A Tibet egyik legszentebb tavaként tisztelt helyre más zarándokok is előszeretettel látogatnak el.
„Istennő életlelke tóként” is nevezik, Palden Lhamo, Tibet legfőbb női védelmezője után. További elnevezései: Co Lhamo (mTsho Lha mo), Csokhorgyelgi Namco (Csos 'khor rgyal gyi gnam mtszho), Makzorma (dmag zor ma) és régi térképeken Csolamo.

## Palden Lhamo és a Lhamo La-co

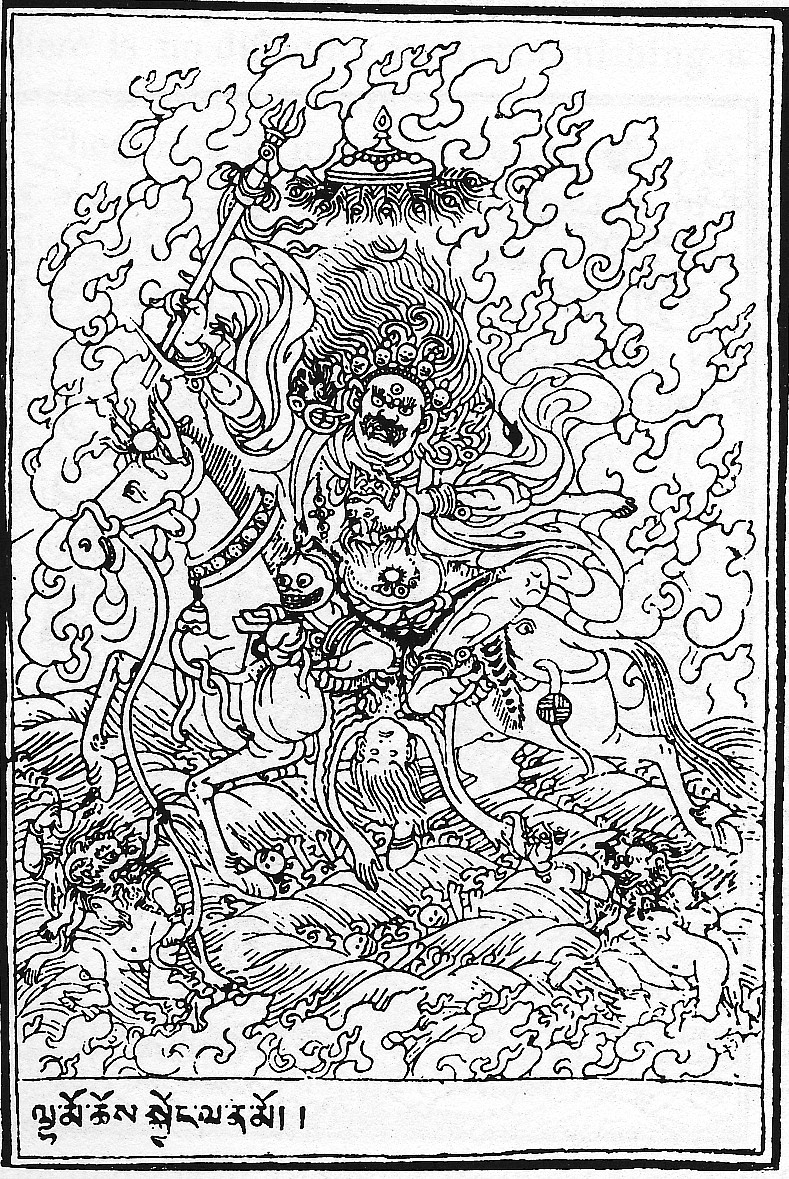
Palden Lhamo

Úgy tartják, hogy Palden Lhamo, a Lhamo La-co női védőszelleme az 1. dalai láma (Gedun Trupa) egyik látomásában megígérte, hogy védeni fogja a dalai lámák reinkarnációs vonalát. A 2. dalai láma (Gedun Gyaco) formálissá tette ezt a rendszert, amely után a régensek és más szerzetesek a tóhoz mentek, hogy ott meditáció közbeni látomás révén segítségre leljenek az új reinkarnáció megtalálásához.
Palden Lhamo egyik különleges megjelenési formája a Dzsemo Makszoma (tibeti: rgyal mo dmag zor ma, "a győzedelmes királynő, aki visszafordítja az ellenségeket"). Úgy is szoktak utalni rá, hogy „Palden Lhamo Kálidéva”, amely azt jelenti, hogy ő Káli istennő, azaz Síva saktijának emanációja (testet öltése).  Dzsemo Makszoma, azaz Macsik Pellha Sivé Nyamcsen (wylie: Ma gcsig dPal lha Csi ba'i Nyamsz csan), Palden Lhamo egy rendkívül békés alakja.
A Csokorgyel kolostortól délre fekvő hegy, a Sridévi, Palden Lhamo „kék” rezidenciája, amelyen szintén található egy „légbeetetési” helyszín, ahol a halott hívőket madarakkal szoktak rituálisan megetetni. A kolostor eredetileg háromszög alakú volt, hogy szimbolikusan tükrözze a közeli három folyó összefolyását és a körülötte fekvő három hegyet.
1935-ben ennél a tónál volt tiszta látomása Reting rinpocsének, a dalai láma régensének. Három tibeti írásjelet látott és egy kolostort jáde-zöld és arany tetővel, illetve egy házat türkiz tetőcserepekkel. Ez vezetett a jelenlegi dalai láma felfedezéséhez.

## Földrajzi fekvése
A Lhamo La-co a Lhoka tartományban található, Lhászától délnyugatra, a gelug Csokorgyel kolostortól kb négy órás gyalogútra. A mintegy 5300 tengerszint feletti magasságban fekvő tó területe hozzávetőleg 2 km2.
A Csokorgyel kolostor kb. 115 km-re van északkeletre Cetang várostól (Tibet negyedik legnagyobb települése) és 160 km-re van délkeletre Lhászától, a tengerszint felett 4500 méteres magasságon. A kolostorba vezető régi utat kikövezték, hogy az idősebb szerzetesek is könnyebben eljuthassanak a tóhoz. Félúton található egy gyémánt alakú tó, amelyet egy gleccser táplál. A tóra néző hágó csúcsához közeli szirten építettek egy trónt („sökde”) a dalai lámának. Manapság selyemsálak (hadak) lepik be.
Sok zarándok érkezik a tóhoz annak a reményében, hogy ha három napig nem szólalnak meg és koplalnak, akkor a tó vízének a tükrében megpillanthatják a saját jövőjüket. Korábban állt egy Dzsemo Makszomának épített templom a tó keleti végén, melynek helyét ma már csak imazászlók jelölik.
A tó körül zarándok-körút („kora”) is vezet.